# Lucia Medzihradská
Lucia Medzihradská (Brezno, 14 novembre 1968) è un'ex sciatrice alpina slovacca.
Prima della dissoluzione della Cecoslovacchia (1993), gareggiò per la nazionale cecoslovacca.

## Biografia

### Stagioni 1985-1990
Sciatrice polivalente, la Medzihradská debuttò in campo internazionale in occasione dei Mondiali juniores di Jasná 1985; l'anno dopo, nella rassegna iridata giovanile di Bad Kleinkirchheim 1986, vinse la medaglia d'oro nello slalom gigante e nella combinata e quella d'argento nello slalom speciale. Ottenne il primo piazzamento in Coppa del Mondo il 4 gennaio 1987 a Maribor in slalom speciale (12ª) e ai successivi Mondiali di Crans-Montana 1987, sua prima presenza iridata, si classificò 11ª nello slalom speciale e 10ª nella combinata.
Ottenne il miglior piazzamento in Coppa del Mondo il 13 dicembre 1987 a Leukerbad in combinata (5ª) e ai successivi XV Giochi olimpici invernali di Calgary 1988, sua prima presenza olimpica, si classificò 10ª nella discesa libera, 20ª nello slalom gigante, 13ª nello slalom speciale e 6ª nella combinata; l'anno dopo ai Mondiali di Vail 1989 fu 14ª nello slalom speciale

### Stagioni 1991-1995
Il 7 gennaio 1991 a Bad Kleinkirchheim in combinata bissò il miglior piazzamento in Coppa del Mondo (5ª) e ai successivi XVI Giochi olimpici invernali di Albertville 1992 si classificò 16ª nella discesa libera, 27ª nel supergigante, 20ª nello slalom gigante, 16ª nello slalom speciale e 8ª nella combinata; l'anno dopo ai Mondiali di Morioka 1993, sua ultima presenza iridata, si classificò 31ª nella discesa libera, 29ª nel supergigante, 23ª nello slalom speciale e 7ª nella combinata.
Prese per l'ultima volta il via in Coppa del Mondo il 6 febbraio 1994 a Sierra Nevada in supergigante (27ª) e ai successivi XVII Giochi olimpici invernali di Lillehammer 1994, sua ultima presenza olimpica, si classificò 32ª nella discesa libera, 33ª nel supergigante, 20ª nello slalom speciale e 13ª nella combinata; si ritirò durante la stagione 1994-1995 e la sua ultima gara fu uno slalom gigante universitario disputato il 22 febbraio a Jaca.

## Palmarès

### Mondiali juniores
- 3 medaglie[1]:
  - 2 ori (slalom gigante, combinata a Bad Kleinkirchheim 1986)
  - 1 argento (slalom speciale a Bad Kleinkirchheim 1986)

### Coppa del Mondo
- Miglior piazzamento in classifica generale: 43ª nel 1988